# 관계 (1972년 영화)
"관계"는 한국에서 제작된 황혜미 감독의 1972년 영화이다. 신영길 등이 주연으로 출연하였고 김동수 등이 제작에 참여하였다.

## 출연

### 주연
- 신영길
- 박지영